# Trafana collaris
Trafana collaris là một loài tò vò trong họ Ichneumonidae.